# 周全
周全（1987年11月16日—），中国电影导演。其导演处女作《西小河的夏天》荣获第22届釜山国际电影节KNN奖。  

## 早年生活
周全出生并成长于中国浙江省绍兴市。高中时期，他作为绍兴一中和墨尔本博文中学的交换生赴澳大利亚留学。2011年毕业于皇家墨尔本理工大学并获得传播学（大众媒体）学士学位，2013年毕业于美国电影学院并获得导演艺术硕士学位。

## 职业生涯
周全的硕士毕业作品《沉默的拥抱》 由 Akemi Look 和 Elizabeth Sung 主演，在蒙特利尔、 夏威夷、  CAAMFest等国际电影节上放映 ，荣获多伦多亚洲国际电影节加拿大航空短片奖和奥斯汀亚美电影节最佳叙事短片奖。
2014年参加侯孝贤创办的台北金马电影学院 ，2015年参加柏林国际电影节天才训练营。
2015年3月，在第13届香港亚洲电影投资会 上发布了他的首部电影长片项目《西小河的夏天》（原名《那年夏天》），并获得HAF最高大奖。该项目于2017年受邀参加HAF首次举办的「制作中项目」单元 (Work-In-Progress Lab).  
《西小河的夏天》在第22届釜山国际电影节「新浪潮」竞赛单元全球首映 ，并在罗马、明斯克、平遥、香港亚洲、纽约亚洲等国际影展放映。影片主演有张颂文、谭卓、顾宝明、董晴、荣梓杉等，参与本片的知名电影人包括监制张家振、廖庆松，制片人刘宛玲、杨宥瑜，剪辑指导孔劲蕾、作曲家林强、音响设计师何威。
2017年12月3日，周全荣获腾讯视频星光大赏“年度新锐电影导演”。
2019年8月，周全与CAA中国签约，担任《沉默的真相》第二组导演。
2020年，周全执导了由周迅、王一博主演的 VogueFilm 时尚短片《花的游吟》。
2021年，由周全执导、陈冲监制，许文姗、陈冲、孙阳、郑毓芝主演的剧情短片《游水》拉开了第五届平遥国际电影节「平遥一角」单元的序幕。
2023年，周全与张颂文、荣梓杉再次合作，拍摄爱奇艺原创剧集《看不见影子的少年》。

## 作品评论
导演田壮壮评价《西小河的夏天》： “娓娓道来我们曾经经历过的，又有些忘却的那些稚嫩、清新、真挚、苦涩的童年”。 
IndieWire资深影评人大卫·埃利希 (David Ehrlich)将《西小河的夏天》列为 2018 年纽约亚洲电影节上七部必看电影之一，并称赞这部电影“以更温和的方式呈现了当代中国电影所关心的许多问题”。